# Boston United F.C.
Câu lạc bộ bóng đá Boston United là một câu lạc bộ bóng đá Anh có trụ sở tại Boston, Lincolnshire. Câu lạc bộ tham dự National League North, the sixth tier of English football. hạng sáu của bóng đá Anh. Câu lạc bộ được biết đến với cái tên 'The Pilgrims' ('Những người hành hương') liên quan đến the Pilgrim Fathers,những người đã rời Anh và lên đường đến Bắc Mỹ và thành lập Boston, Massachusetts. Huy hiệu của câu lạc bộ, con tàu 'The Mayflower' của những người cha hành hương, cũng là một liên quan đến họ. Màu sắc truyền thống của câu lạc bộ là màu hổ phách và màu đen. Các đội láng giềng của Boston bao gồm King's Lynn Town, Lincoln City, Scunthorpe United, Gainsborough Trinity và Grimsby Town. Câu lạc bộ là một trong 12 câu lạc bộ duy nhất trong cả nước điều hành Trung tâm Xuất sắc, cung cấp Trung tâm Hỗ trợ Học tập và cũng là cơ sở của 'Chương trình Bóng đá Cộng đồng Boston United'.
Boston United từng là thành viên của Football League từ năm 2002 đến năm 2007.

## Lịch sử
Câu lạc bộ được thành lập vào năm 1933 như một sự kế thừa của câu lạc bộ có tên là Boston Town. Trận đấu đầu tiên của đội là thất bại 3-1 trên sân nhà trước Grimsby Dự bị vào ngày 26 tháng 8 năm 1933, khi một đám đông 1.544 người xem số 7 của Boston, Bless, ghi bàn thắng đầu tiên của United. Sau đó, họ đã đạt được một số thành công vừa phải ở các giải đấu khác nhau, bao gồm cả Midland League và Southern League.
Hành trình Cúp FA của câu lạc bộ mùa giải 1955-56 bao gồm chiến thắng 6-1 trước Derby County, sau đó chơi ở Third Division North, với việc Geoff Hazledine ghi một hat-trick. Đây là một chiến thắng kỷ lục trên sân khách của một đội non-league team trước các đối thủ của Liên đoàn tại Cúp FA. Trận đấu này đã thiết lập một trận đấu ở Vòng Ba với Tottenham Hotspur ở Football League First Division tại White Hart Lane vào ngày 7 tháng 1 năm 1956. Trận đấu với Tottenham Hotspur được diễn ra trước 46.185 khán giả. The Pilgrims thua 4-0, nhưng trận đấu đáng chú ý hơn với sự hỗ trợ đi lại. Hơn 10.000 người ủng hộ Boston đã tham dự trận đấu. Một số dịch vụ tàu đặc biệt từ Boston đến King's Cross đã được thiết lập trong ngày.
Họ là thành viên sáng lập của Northern Premier League vào năm 1968, trong đó họ vô địch bốn lần, và Alliance Premier League (nay là National League) vào năm 1979. Tuy nhiên, danh hiệu Northern Premier League của họ không đủ để họ được bầu chọn. đến với Liên đoàn bóng đá, và khi họ giành được danh hiệu vào năm 1978, họ đã bất ngờ bỏ lỡ vị trí của giải đấu thay cho đội á quân Wigan Athletic, người đã giành suất ở Football League trước đó là của Southport.
Năm 1985, Boston United đến Wembley lần đầu tiên và duy nhất trong lịch sử của họ tham dự trận Chung kết FA Trophy mùa giải 1984-85, sau khi Bob Lee ghi bàn thắng quyết định ở phút cuối cùng trong trận bán kết lượt về với Altrincham tại York. Đường để đưa The Pilgrims hành hương đi qua. Boston đã thua 2-1 trước Wealdstone trước 20.775, với Chris Cook ghi bàn thắng duy nhất của United.
Boston United về thứ ba trong Hội nghị năm 1988-89, nhưng không thể xây dựng dựa trên điều này và bị xuống hạng NPL vào năm 1993. Họ được chuyển đến Southern League, giành chức vô địch năm 2000 và trở nên chuyên nghiệp hoàn toàn vào năm 2001. Trong mùa giải đầu tiên của họ với tư cách là một câu lạc bộ chuyên nghiệp, Boston đã vô địch Conference và được thăng hạng lên Football League.
Tuy nhiên, sau sự thăng tiến đó, huấn luyện viên của Boston,, Steve Evans, và cựu chủ tịch, Pat Malkinson, đã bị buộc tội vi phạm các quy tắc của Football Association về việc đăng ký cầu thủ. Cả hai người đều nhận được lệnh cấm từ FA, và câu lạc bộ đã bị phạt và giành được bốn điểm từ mùa giải đầu tiên của họ tại Liên đoàn. Điều này khiến một số người tức giận, đặc biệt là á quân Conference Dagenham & Redbridge, những người tin rằng bất kỳ khoản trừ điểm nào nên áp dụng cho mùa giải trước, điều đó có nghĩa là Dagenham được thăng chức thay thế. Sau khi thăng hạng lên Liên đoàn bóng đá, Boston không bao giờ thực sự giống như thách thức để thăng hạng ba của giải đấu và phần lớn thời gian của họ từ năm 2002 được dành cho khu vực giữa bảng, với việc thi thoảng phải xuống hạng và đá play-off.

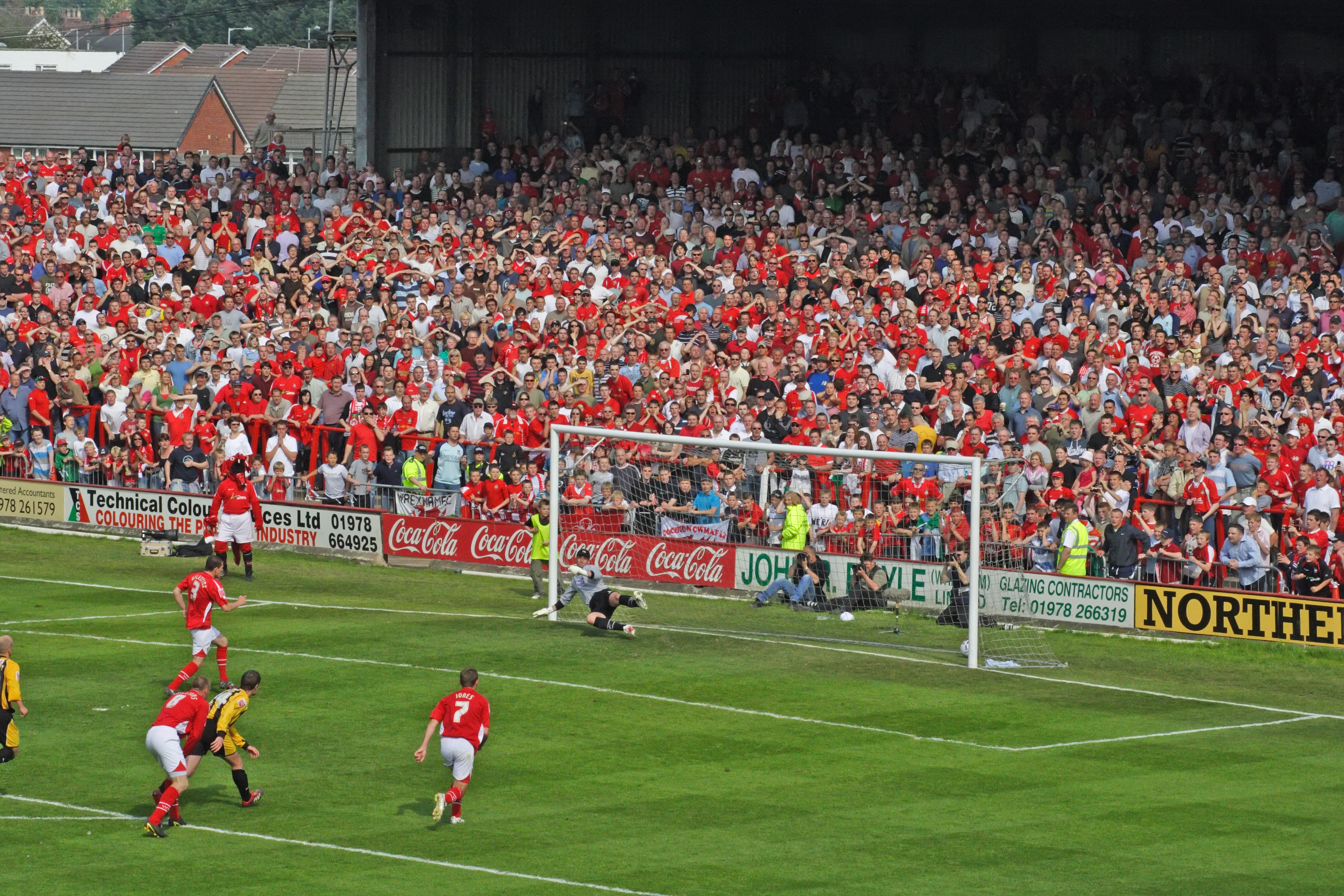
Hậu vệ Wrexham Ryan Valentine ghi bàn thắng trên chấm phạt đền trước Boston United khiến cho The Pilgrims xuống hạng.

Vào tháng 5 năm 2007, Boston đã bị xuống hạng khỏi Football League Two vào ngày cuối cùng của mùa giải. Steve Evans và trợ lý Paul Raynor vào ngày 27 tháng 5 đã từ chức câu lạc bộ và hai ngày sau đó gia nhập Crawley Town.
Bởi vì Boston xuống hạng ban đầu được lên kế hoạch thi đấu mùa giải 2007-08 tại Conference National nhưng vị trí này ngay lập tức bị nghi ngờ sau khi chủ tịch câu lạc bộ Jim Rodwell vào Boston tham gia Thỏa thuận tự nguyện của Công ty muộn trong trận đấu cuối cùng để được 10 điểm, sau đó bị trừ vào mùa giải 2006-07 thay vì mùa giải 2007-08. Mặc dù điều này có nghĩa là Boston đã bắt đầu mùa giải 2007-08 mà không bị phạt điểm Các quy tắc của FA quy định rằng họ bị giáng cấp 2 hạng đấu do HM Revenue & Customs đưa ra hạn chế đối với CVA của Boston không được phép trả cho các chủ nợ bóng đá 100% những gì họ đã nợ. Do đó, họ đã chơi mùa giải 2007-08 ở giải Conference North, kém Football League hai bậc. Đây sẽ là mùa giải đầu tiên của United dưới quyền sở hữu mới của David Newton và Neil Kempster, những người đã nắm quyền điều hành câu lạc bộ từ cựu Chủ tịch Jim Rodwell.
Mặc dù kết thúc mùa giải 2007-08 ở vị trí thứ 10 dưới sự dẫn dắt của Tommy Taylor, United vẫn nắm quyền quản lý vào ngày thứ Bảy thứ hai của tháng 5 năm 2008. Điều này có nghĩa là họ lại bị xuống hạng ở Northern Premier League Premier Division mùa giải 2008-09. Mặc dù đã lên nắm quyền điều hành ngay trước khi mùa giải mới bắt đầu, Boston United đã không thể lật ngược quyết định này. Một kết quả khác của việc này là họ cũng sẽ phải lọt vào FA Cup ở vòng sơ loại thứ nhất, điều mà họ đã không làm được trong nhiều năm. Họ đã lọt vào trận chung kết của Lincs Senior Shield nhưng bị Stamford gạt sang một bên với tỷ số 4-1, và kết thúc chiến dịch giải đấu ở vị trí thứ 16.
Một chiến dịch thuận lợi hơn nhiều ở mùa giải sau khi The Pilgrims về thứ 3 trong giải đấu mà họ đã giành quyền tham dự trận play-off, đánh bại Bradford Park Avenue trong trận chung kết nhờ bàn thắng trong hiệp phụ Anthony Church để giành được suất trở lại Conference North.
Các huấn luyện viên chung Rob Scott và Paul Hurst từ chức câu lạc bộ vào năm 2011 và được bổ nhiệm làm quản lý chung của đội bóng Conference National Grimsby Town. Chủ tịch câu lạc bộ David Newton tiết lộ rằng ông đang bắt đầu các thủ tục pháp lý chống lại cặp đôi và Grimsby Town, vì vi phạm hợp đồng. Pilgrims đã không lãng phí thời gian khi bổ nhiệm cựu cầu thủ Boston Jason Lee và cầu thủ hiện tại Lee Canoville làm huấn luyện viên tạm quyền chung. Khi chỉ còn 7 trận ở Conference North, cặp đấu này đã giúp United cán đích ở vị trí thứ 3 trong giải đấu, sau trận đấu play-off với Guiseley. Boston thua trận lượt đi 1-0 tại Nethermoor Park nhưng đã chiến đấu trở lại trong trận lượt về với chiến thắng 3-2 tại sân vận động Jakemans để đưa trận đấu vào hiệp phụ và đá luân lưu. Boston thua 2-3.
Sau khởi đầu thuận lợi ở mùa giải 2012/13, Boston bắt đầu tụt dốc tốc độ thăng hạng, với chuỗi 7 trận không thắng từ tháng 11 đến giữa tháng 12 không giúp ích gì cho họ. Sau đó, nhiều mâu thuẫn và Jason Lee bị sa thải. Graham Drury tiếp quản trong cùng tuần nhưng rời câu lạc bộ sau chưa đầy 2 tháng. Dennis Greene lên thay ngay sau đó, nhưng khởi đầu thuận lợi không thể giúp câu lạc bộ cán đích cao hơn vị trí thứ 16 kém cỏi, chỉ hơn khu vực xuống hạng 5 điểm.
Mùa giải sau đó là một sự cải thiện rõ rệt ở cả giải đấu và cúp. Trong khi Boston thất thủ ở chướng ngại thứ 2 (2-0) tại Brackley, họ đã lọt vào vòng 32 FA Trophy với các chiến thắng trước Redditch và Southport, trước khi để thua 0-2 tại Tamworth. Ở giải đấu, họ giữ vị trí top 5 trong phần lớn mùa giải và chưa bao giờ rơi xuống dưới thứ 8, nhưng họ không thể theo kịp những cú bứt phá muộn của Hednesford và Guiseley, kết thúc 1 vị trí và 6 điểm khỏi vòng loại trực tiếp ở vị trí thứ 6.
Mùa giải tiếp theo, Boston đã tham dự vòng play-off, tuy nhiên, việc đảm bảo một suất với chiến thắng 4-1 trên sân của Solihull Moors trước trận hòa 0-0 trên sân nhà trước đội xuống hạng Leamington là đủ để đảm bảo vị trí thứ ba. Trận hòa 0-0 tại Chorley's Victory Park đã thiết lập một chiến thắng trong cả trận lượt về tại York St, và các bàn thắng của Scott Garner và Kaine Felix đã đưa Boston dẫn trước 2-0. Tuy nhiên, Chorley buộc phải hiệp phụ với một cú đá trên đầu của Adam Roscoe vào cuối thời gian bù giờ. Bất chấp thẻ đỏ ở hiệp phụ của Roscoe, Boston không ghi được bàn thứ ba và trận đấu chuyển sang loạt sút luân lưu, mà United đã để thua sau bảy quả đá phạt đền khi Sam Ashton cản phá quả phạt đền của Rene Steer.
Boston bắt đầu mùa giải 2015-16 với tư cách là đội được yêu thích trong trận play-off một lần nữa, nhưng áp lực dồn lên Dennis Greene do kết quả kém cỏi, bao gồm thua Gainsborough ở Cúp FA và Solihull Moors ở FA Trophy (cả hai đều ở vòng đầu tiên mà Boston góp mặt). Tuy nhiên, Boston đã tìm thấy phong độ tốt sau đó trong mùa giải để đảm bảo vị trí thứ 5 trước Nuneaton - mặc dù việc đội Warwickshire nhận được 3 điểm đồng nghĩa với việc họ xếp dưới Boston (người kiếm được 71 điểm sau 42 trận tại giải quốc nội).
Boston đã đối mặt với North Ferriby United trong trận play-off, và thắng trận lượt đi với tỷ số 2-0 trên sân nhà nhờ các bàn thắng của Grant Roberts và Zak Mills. Trận lượt về tại Church Farm đã được chứng kiến bởi khoảng 2.000 cổ động viên Pilgrims trong trong số 2.500 khán giả, nhưng đội chủ nhà đã nhanh chóng ăn mừng khi quả phạt đền của Liam King và cú đánh đầu của Tom Denton nhanh chóng hủy bỏ thế dẫn trước của Boston. Danny Hone ghi bàn thứ ba cho Ferriby, đã bị loại trừ vì việt vị, nhưng Wayne Brooksby đã giành chiến thắng cho người chiến thắng cuối cùng thăng hạng Ferriby khi anh ghi bàn trong khi trọng tài Andrew Miller bỏ qua chấn thương đầu của Nat Brown do cú thúc cùi chỏ của Tom Denton. Một phần nào đó của một cuộc di cư sau đó đã xảy ra khi Boston chứng kiến Spiess, Mills, Piergianni, Garner, Marrs, Felix và Southwell đều rời đi, Southwell và Mills lần lượt di chuyển sang các phe liên minh Wycombe và Grimsby.

## Sân vận động

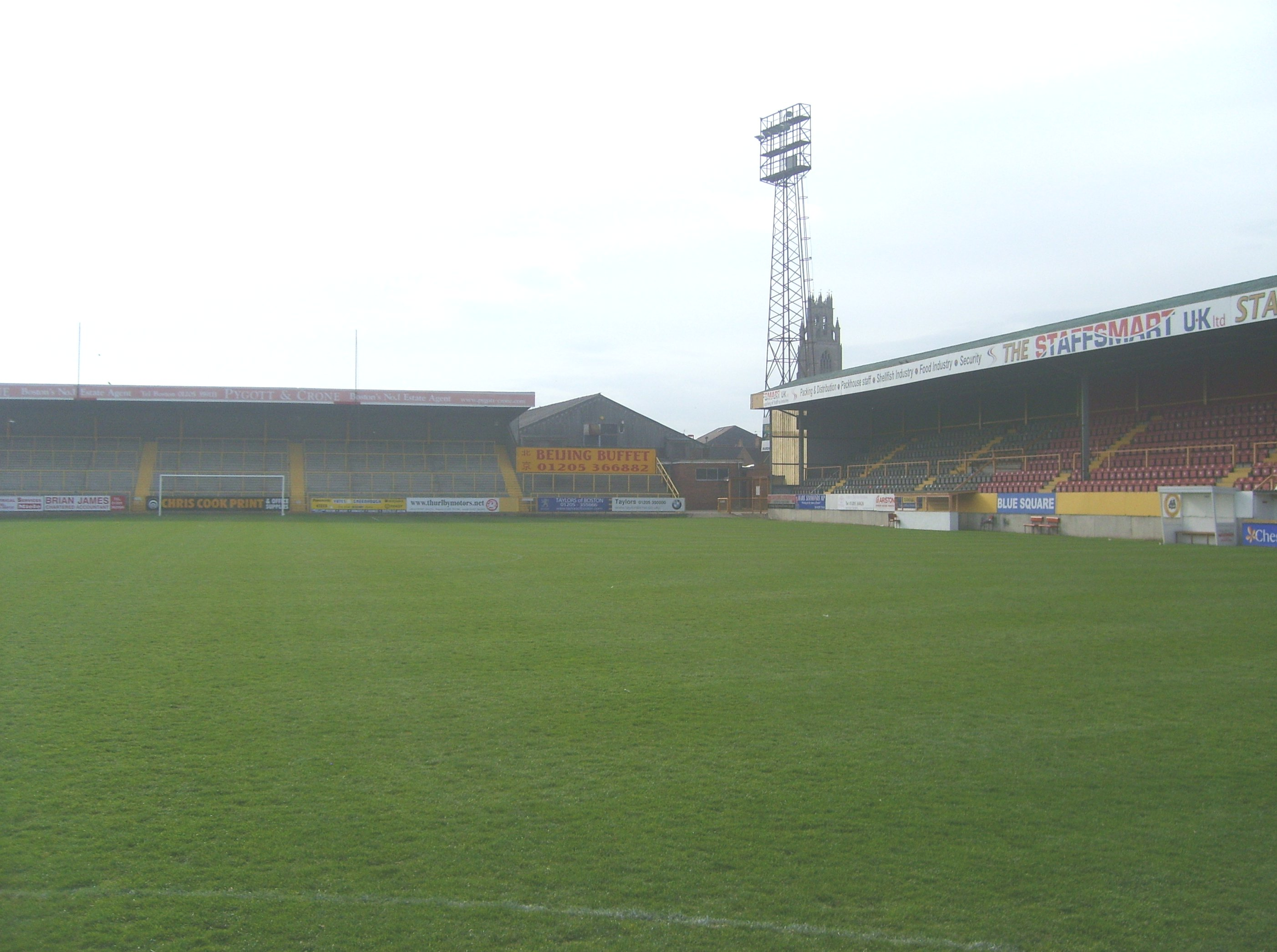
Sân vận động Jakemans

Boston United thi đấu tại York Street, hiện có tên là Sân vận động Jakemans thông qua một hợp đồng tài trợ. Sân vận động có 4 mặt: khán đài chính là Khán đài Mick George; Khán đài Co-Operative York Street;  Spayne Road Terrace; và sân khách cũ — giờ được gọi là The Jakemans Stand và đã biến thành khán đài tại nhà. Các cổ động viên đội khách hiện đang ngồi ở một khu vực của khán đài York Street.
Cựu chủ tịch câu lạc bộ Jon Sotnick tuyên bố nó không đạt tiêu chuẩn của Football League và kêu gọi xây dựng một sân mới trong thời gian The Pilgrims ở Football League. Đơn xin lập kế hoạch đã được gửi tới Hội đồng quận Boston vào tháng 6 năm 2006, nhưng hội đồng đã từ chối đơn. Sân có tổng sức chứa là 6.643 khán giả
Câu lạc bộ đang tìm cách xây dựng một sân vận động mới bên ngoài thị trấn và vào ngày 10 tháng 4 năm 2019 đã thông báo rằng mùa giải 2019-20 sẽ là mùa giải cuối cùng của đội tại York Street.

## Vấn đề tài chính
Vào ngày 4 tháng 12 năm 2006 Kế hoạch di dời của Boston đến một sân vận động mới trên The Boardsides đã bị Hội đồng Boston Borough nhất trí từ chối. Điều này khiến tương lai của câu lạc bộ bị nghi ngờ nghiêm trọng. Chủ tịch James Rodwell cho biết tương lai của câu lạc bộ đang "treo trên bàn cân" vì York Street không có đủ cơ sở vật chất cho phép câu lạc bộ hoạt động có lãi, và cần phải có động thái xóa sổ các khoản nợ của câu lạc bộ. Rodwell xác nhận rằng ông sẽ họp với các cổ đông trong vài ngày tới để xác định hướng hành động tốt nhất, nhưng thừa nhận rằng tương lai của câu lạc bộ cuối cùng nằm trong tay HM Revenue and Customs, người đang nợ một con số khá lớn gồm 6 chữ số.
Trong một tuyên bố đăng trên trang web chính thức của câu lạc bộ vào ngày 5 tháng 12, anh nói: "Tình hình tài chính của câu lạc bộ ở thời điểm hiện tại rất tồi tệ. Tôi sẽ kêu gọi tất cả những người ủng hộ và bất kỳ ai quan tâm đến tương lai của câu lạc bộ bóng đá, hãy là nhà đầu tư hoặc người mua tiềm năng, hãy đến ngay lập tức ".
Vào tháng 11 năm 2006, huấn luyện viên Boston Steve Evans và cựu chủ tịch Pat Malkinson của ông đã nhận tội "âm mưu gian lận doanh thu công từ năm 1997 đến năm 2002". Cả hai đều được cho hưởng án tù treo.
Vào tháng 5 năm 2007, Boston tham gia Thỏa thuận Tự nguyện của Công ty vào cuối trận đấu cuối cùng của mùa giải khi họ biết mình sẽ bị xuống hạng đến Conference. Điều này cho phép họ tránh bị trừ điểm trong mùa giải tới, nhưng đã chứng tỏ một động thái gây tranh cãi.
Vào ngày 10 tháng 6 năm 2007, cuộc họp thường niên của Football Conference đã bỏ phiếu ủng hộ việc loại Boston United xuống Conference North, tuyên bố rằng các điều khoản của Thỏa thuận tự nguyện của công ty mà Boston đã tham gia là đằng sau quyết định. Altrincham sau đó đã được miễn xuống hạng cho mùa giải thứ hai đang chạy. Giám đốc điều hành John Moules đã đưa ra tuyên bố này:
"Bởi vì Boston United vi phạm các quy tắc nhất định, nên có cảm giác Blue Square North là nơi tốt nhất cho họ. HM Revenue and Customs ã đưa ra lời cảnh báo trước CVA rằng Boston không thể thanh toán cho các chủ nợ bóng đá. Điều đó phá vỡ quy tắc và quy định của Football Association, Football League và Football Conference. Chúng tôi đang cho Boston cơ hội để tái thiết lập mình như một câu lạc bộ hàng đầu bên ngoài Football League. Họ tin rằng quyết định mà chúng tôi đưa ra là công bằng và chính đáng, và họ sẽ không kháng nghị. Chúng tôi đã họp cả ngày hôm thứ Sáu với Boston United và sau đó thông báo với Altrincham rằng họ sẽ ở lại."
Vào ngày 4 tháng 7 năm 2007, Chestnut Homes, một công ty phát triển nhà ở địa phương, thông báo rằng họ đã mua lại Boston United FC.
Trong một tuyên bố tại cuộc họp báo, tân chủ tịch David Newton cho biết: "... chúng tôi rất vui khi được ngồi ở đây ngày hôm nay và đưa ra những cam kết nhất định với những người ủng hộ trung thành của câu lạc bộ. Trong khi chúng tôi tham gia vào câu lạc bộ, câu lạc bộ sẽ trắng hơn hơn màu trắng. Khi chúng tôi ở đây, mọi người sẽ được trả lương. Chúng tôi sẽ thận trọng trong việc quản lý tài chính của câu lạc bộ. Chúng tôi sẽ cố gắng trở nên xuất sắc trong và ngoài sân cỏ. Khi tài chính cho phép, chúng tôi sẽ phát triển đội trẻ của câu lạc bộ, và nếu quản lý tốt điều đó sẽ chia cổ tức trong trung và dài hạn cho câu lạc bộ. Trên hết, chúng tôi sẽ cố gắng xây dựng lại danh tiếng của câu lạc bộ bóng đá này."
Trong suốt mùa hè năm 2007, Boston đã mất toàn bộ đội hình của họ nhưng Stewart Talbot và Paul Ellender, và huấn luyện viên mới Tommy Taylor phải bắt đầu lại từ đầu. Cuối cùng, đội bóng đã kết thúc ở vị trí giữa bảng nhưng xét về mọi thứ, đó không phải là một mùa giải tồi tệ. Tuy nhiên, vào cuối mùa giải, người ta đã thông báo rằng Boston sẽ bị trục xuất khỏi cấu trúc giải đấu Conference sau khi câu lạc bộ không thể rút quyền quản lý vào hạn chót ngày 10 tháng 5. Hội nghị là liên đoàn duy nhất trên thế giới có phụ lục này, đây không phải là một quy tắc như vậy, mà chỉ là một hướng dẫn sử dụng theo quyết định của Liên đoàn. The Pilgrims thoát khỏi sự giám sát trước khi kết thúc mùa hè.

## Trang phục
Khi được thành lập vào năm 1933, Boston United được thừa hưởng một bộ áo đấu màu xanh lam, quần trắng và tất đen từ Câu lạc bộ bóng đá Boston mới thành lập. Cuối năm đó, những bộ quần áo này được đổi thành áo sơ mi đen với chữ 'V' lớn màu trắng, một thiết kế được duy trì cho đến năm 1937. Sau đó, United chuyển sang áo sơ mi trắng, quần đùi và tất đen. Sau Thế chiến thứ hai, Boston United sử dụng áo sơ mi màu xanh lam với các sắc thái khác nhau với quần và tất đen hoặc trắng.
Phối màu hiện tại của hổ phách và đen đã được áp dụng từ năm 1951, mặc dù thiết kế đã thay đổi theo từng mùa. Trong thời gian gần đây, Boston United đã có trang phục được cung cấp bởi Umbro (1988-90), Paulas Benara (1990-2005), Vandanel (2006-10), Errea (2010-2016) và Nike (2016-nay).

### Nhà sản xuất và tài trợ áo đấu
| Năm       | Nhà sản xuất trang phục | Tài trợ áo đấu chính                   | Tài trợ áo đấu mặt lưng |
| --------- | ----------------------- | -------------------------------------- | ----------------------- |
| 1933-1950 | Umbro                   | Không                                  | Không                   |
| 1950-1983 | Admiral                 | Không                                  | Không                   |
| 1983-1987 | Lowland's Sportswear    | Không                                  | Không                   |
| 1987-1988 | Umbro                   | Burdens Tractors                       | Không                   |
| 1988-1990 | Umbro                   | Batemans Brewery                       | Không                   |
| 1990-1993 | Influence               | Batemans Brewery                       | Không                   |
| 1993-1997 | Paulas Benara           | Batemans Brewery                       | Không                   |
| 1997-1998 | Paulas Benara           | Vegas                                  | Không                   |
| 1998-1999 | Paulas Benara           | Wards                                  | Không                   |
| 1999-2000 | Paulas Benara           | Stantons Metsä Prima                   | Không                   |
| 2000-2003 | Paulas Benara           | Finnforest                             | Không                   |
| 2003-2004 | Paulas Benara           | Oldrids (Home) Oldrids Downtown (Away) | Không                   |
| 2004-2006 | Paulas Benara           | Chestnut Homes                         | Không                   |
| 2006-2007 | Vandanel                | Chestnut Homes                         | Haart                   |
| 2007-2009 | Vandanel                | Cropley's Suzuki                       | AC Williams             |
| 2009-2010 | Vandanel                | Cropley's Suzuki                       | Chris Cook Print        |
| 2010-2012 | Errea                   | T&B Containers                         | Chris Cook Print        |
| 2012-2013 | Errea                   | Thurlby Motors                         | T&B Containers          |
| 2013-2016 | Errea                   | Kia                                    | Turnbull                |
| 2016-nay  | Nike                    | Kia                                    | Turnbull                |

## Cầu thủ

### Đội hình hiện tại
Tính đến 2 tháng 9 năm 2020
Ghi chú: Quốc kỳ chỉ đội tuyển quốc gia được xác định rõ trong điều lệ tư cách FIFA. Các cầu thủ có thể giữ hơn một quốc tịch ngoài FIFA.
| Số | VT | Quốc gia | Cầu thủ         |
| -- | -- | -------- | --------------- |
| —  | TM | Anh      | Peter Crook     |
| —  | TM | Anh      | Ross Fitzsimons |
| —  | HV | Anh      | Scott Garner    |
| —  | HV | Anh      | Lewis Gibbens   |
| —  | HV | Anh      | Luke Shiels     |
| —  | HV | Anh      | Matt Tootle     |
| —  | TV | Anh      | Connor Dimaio   |

| Số | VT | Quốc gia | Cầu thủ         |
| -- | -- | -------- | --------------- |
| —  | TV | Anh      | Paul Green      |
| —  | TV | Anh      | Terry Hawkridge |
| —  | TV | Anh      | Tom Platt       |
| —  | TV | Albania  | Andi Thanoj     |
| —  | TĐ | Anh      | Jordan Burrow   |
| —  | TĐ | Anh      | Jay Rollins     |
| —  | TĐ | Anh      | Jordan Thewlis  |

### Cho mượn
Ghi chú: Quốc kỳ chỉ đội tuyển quốc gia được xác định rõ trong điều lệ tư cách FIFA. Các cầu thủ có thể giữ hơn một quốc tịch ngoài FIFA.
| Số | VT | Quốc gia | Cầu thủ |
| -- | -- | -------- | ------- |

## Lịch sử huấn luyện
Dưới đây là danh sách các huấn luyện viên của Boston United theo thứ tự thời gian:
| Giai đoạn | Huấn luyện viên                   |
| --------- | --------------------------------- |
| 1934-1935 | Jimmy Cringan                     |
| 1935-1936 | Willie Vaughton                   |
| 1936-1937 | Arthur Greaves                    |
| 1937-1939 | Fred Tunstall                     |
| 1945-1947 | Fred Tunstall                     |
| 1948-1949 | Jimmy McGraham                    |
| 1950-1952 | Jimmy Ithell                      |
| 1952-1954 | Fred Tunstall                     |
| 1954-1957 | Ray Middleton                     |
| 1957-1960 | Ray King                          |
| 1960-1961 | Ray Middleton                     |
| 1961-1964 | Paul Todd                         |
| 1964-1965 | Fred Tunstall                     |
| 1965-1969 | Don Donovan                       |
| 1969-1972 | Jim Smith                         |
| 1972-1975 | Keith Jobling                     |
| 1975-1976 | Howard Wilkinson                  |
| 1976-1977 | Freddie Taylor and Gordon Bolland |
| 1977-1979 | Mickey Walker                     |
| 1979-1981 | Albert Phelan                     |
| 1981-1984 | John Froggatt                     |
| 1984-1986 | Arthur Mann                       |
| 1986-1987 | Ray O'Brien                       |
| 1987-1990 | George Kerr                       |
| 1990-1992 | Dave Cusack                       |
| 1992-1994 | Peter Morris                      |
| 1994-1996 | Mel Sterland                      |
| 1996-1998 | Greg Fee                          |
| 1998-2002 | Steve Evans                       |
| 2002-2004 | Neil Thompson                     |
| 2004      | James Rodwell (tạm quyền)         |
| 2004-2007 | Steve Evans                       |
| 2007-2008 | Tommy Taylor                      |
| 2008-2009 | Steve Welsh                       |
| 2009-2011 | Rob Scott và Paul Hurst           |
| 2011-2012 | Jason Lee và Lee Canoville        |
| 2012      | Jason Lee                         |
| 2012-2013 | Graham Drury                      |
| 2013-2016 | Dennis Greene                     |
| 2016-2017 | Adam Murray                       |
| 2017-     | Craig Elliott                     |

## Danh hiệu
- Conference
  - Vô địch: 2001-02
- Southern League
  - Vô địch: 1999-2000
- Northern Premier League
  - Vô địch: 1972-73, 1973-74, 1976-77, 1977-78
- Northern Premier League Challenge Cup
  - Vô địch: 1973-74, 1975-76, 2009-10
- Northern Premier League Challenge Shield
  - Vô địch: 1973-74, 1974-75, 1976-77, 1977-78
- Lincolnshire Senior Cup
  - Vô địch: 1934-35, 1936-37, 1937-38, 1945-46, 1949-50, 1954-55, 1955-56, 1956-57, 1959-60, 1976-77, 1978-79, 1985-86, 1987-88, 1988-89, 2005-06
- Non-League Vô địch of Vô địch Cup
  - Vô địch: 1972-73, 1976-77
- East Anglian Cup
  - Vô địch: 1960-61
- Central Alliance League
  - Vô địch: 1961-62
- United Counties League
  - Vô địch: 1965-66
- West Midlands League
  - Vô địch: 1966-67, 1967-68
- Eastern Professional Floodlit Cup
  - Vô địch: 1971-72
- FA Trophy
  - Á quân: 1984-85
- Southern League
  - Á quân: 1998-99
- Northern Premier League
  - Á quân: 1995-96, 1997-98
- Northern Premier League
  - Á quân: 1996-97

## Kỉ lục

### Kỉ lục câu lạc bộ
Số khán giả đông nhất
- Đá lại vòng Ba Cúp FA - 11.000 với Derby County (9 thấng 1 năm 1974)

Trận thắng đậm nhất ở Cúp FA
- Vòng Sơ loại Cúp FA - 10-0 với Bilsthorpe Colliery (18 tháng 9 năm 1937)

Kỉ lục ở Football League
- Trận thắng đậm nhất - 6-0 với Shrewsbury Town (21 tháng 12 năm 2002)
- Trận thua đậm nhất - 9-2 với AFC Fylde (19 tháng 11 năm 2016)
- Câu lạc bộ đầu tiên khởi đầu với ít hơn 0 điểm.

### Kỉ lục quốc gia
Trận thắng sân khách đậm nhất ở Cúp FA cho một đội non-league trước đối thủ ở League :
- Vòng Ba Cúp FA - 1-6 với Derby County (10 tháng 12 năm 1955)